# Anisodes pleniluna
Anisodes pleniluna là một loài bướm đêm trong họ Geometridae.